# NGC 1326A
NGC 1326A في الفهرس العام الجديد، هو اصطدام مجري، يقع في كوكبة الكور. اكتشف بواسطة جون هيرشل.

## روابط خارجية
- NGC 1326A على موقع ويكي سكاي: DSS2, SDSS, GALEX, IRAS, Hydrogen α, X-Ray, Astrophoto, Sky Map, Articles and images